# Gardangāh-e Qūchemī (ort i Iran)
Gardangāh-e Qūchemī (persiska: گردنگاه قوچمی) är en ort i Iran.   Den ligger i provinsen Kermanshah, i den västra delen av landet, 500 km väster om huvudstaden Teheran. Gardangāh-e Qūchemī ligger 1 300 meter över havet och antalet invånare är 838.
Terrängen runt Gardangāh-e Qūchemī är kuperad åt sydväst, men åt nordost är den platt.Runt Gardangāh-e Qūchemī är det ganska tätbefolkat, med 60 invånare per kvadratkilometer. Närmaste större samhälle är Ḩomeyl, 2,7 km öster om Gardangāh-e Qūchemī. Omgivningarna runt Gardangāh-e Qūchemī är i huvudsak ett öppet busklandskap.